# Josef Arnold

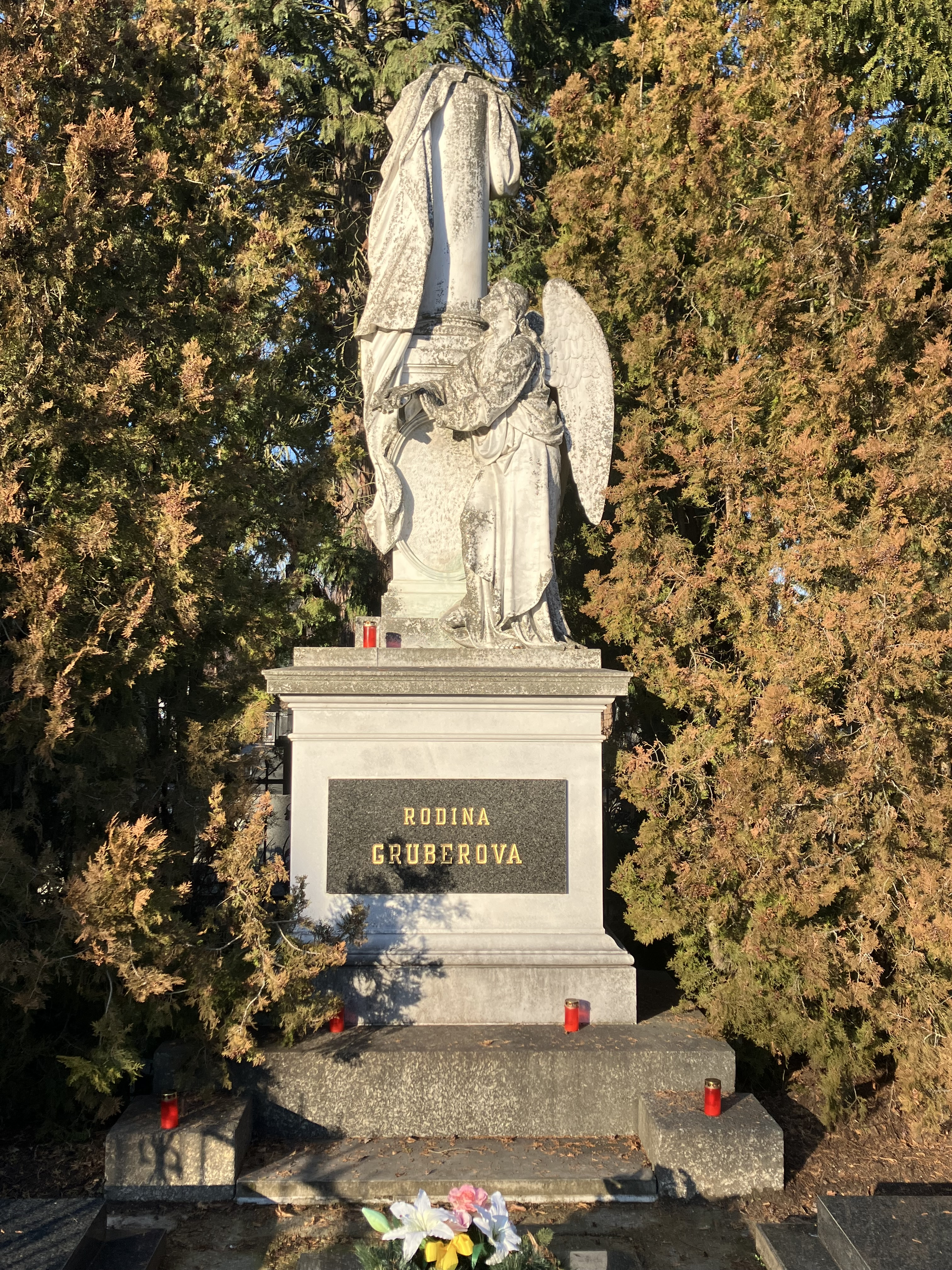
Původní náhrobek Josefa Arnolda

Josef Arnold (24. prosince 1824 Ingolstadt – 12. srpna 1887 Brno) byl německý stavitel a kameník působící ve Vídni a v Brně.

## Profesní dráha
Vystudoval polytechniku a Akademii výtvarných umění v Mnichově, kde následně působil u královské stavební inspekce. Později pracoval v Řezně a Vídni, mj. ve firmě architekta Heinricha Ferstela. Roku 1851 se usadil v Brně a vybudoval zde stavební firmu. Spolupracoval s kamenickým mistrem Johannem Wesselym. Po jeho smrti se oženil jeho vdovou Katharinou. Stal se majitelem domu na Tereziině kolišti, vlastnil cihelny, kamenolomy, kamenické dílny a vzorkovnu stavebnin. Kromě vlastních návrhů realizovala jeho firma i stavby jiných architektů (např. Německá technika v Brně, Německé gymnázium v Brně, Městské divadlo, Český učitelský ústav aj.).
Byl spoluautorem jednoho z návrhů koncepce brněnské okružní třídy, vznikající od 60. let 19. století na místech zbouraných městských hradeb.
Byl členem městské rady a řady brněnských sdružení a institucí, např. Inženýrské sekce Moravského průmyslového spolku. Roku 1884 byl vyznamenán řádem Františka Josefa a rytířským křížem řádu sv. Řehoře.
Zemřel roku 1887 a byl pohřben v rodinné hrobce na Ústředním hřbitově v Brně.

## Dílo
- portál paláce Chlumeckých, 1854–1855, Česká 156/6, Brno
- Biskupský chlapecký seminář, 1857–1859, Veveří 462/15, Brno
- Technické učiliště, 1858–1860, Komenského náměstí 220/2, Brno
- Kaiserova vila, 1860, Černopolní 231/39, Brno
- Berglův palác (Muzejka), 1860–1863, Lidická 691/1, Brno
- Německé gymnázium v Brně, 1860–1862, Komenského náměstí 609/6, Brno
- Zemský ústav choromyslných, 1861–1863, Húskova 1123/2, Brno
- Arnoldova vila, 1862, Drobného 299/26, Brno
- Palác Bochnerů ze Stražiska, Brno, 1864–1867, Přízova 452/3, Brno
- Nájemní dům Josefa Flora, 1865, Jezuitská 585/4, Brno
- Nájemní dům Carla Adolfa Ripky von Rechthofen (pro podnikatele a politika Adolfa Ripku), 1867–1868, Benešova 602/8, Brno
- Schoellerův palác, 1868, Cejl 157/50, Brno
- Hlavní nádraží Severní dráhy Ferdinandovy a Státní dráhy, 1869–1870, Nádražní 418/1, Brno
- Kostel sv. Jakuba Staršího, 1870–1878, Rašínova ul./Jakubské nám., Brno
- Kounicův palác, 1871–1872, Žerotínovo náměstí 617/6, Brno
- Městský sirotčinec, 1871–1872 (spolu s Mořicem Kellnerem von Brünnheim), Brno
- Vikariátní dům, 1874–1875, Petrov 268/9, Brno
- Zemský dům I, 1875–1878, Joštova 8/625, Brno
- Český učitelský ústav, 1878, Poříčí 273/5, Brno
- Městské divadlo Na hradbách, 1881–1882, Malinovského náměstí 571/1, Brno
- Mariánský ústav, 1883, Lidická ul., Brno

## Galerie

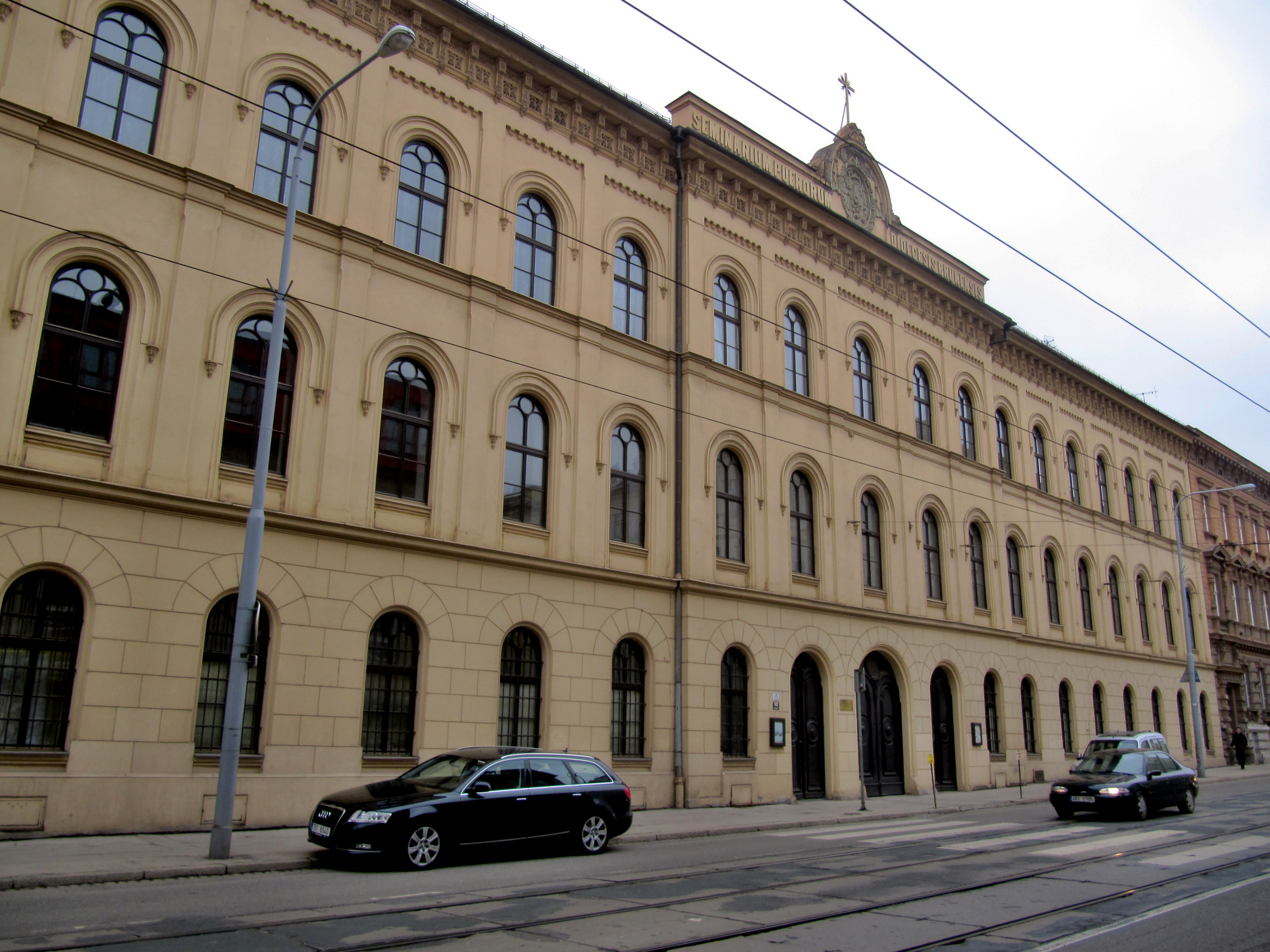
Biskupský chlapecký seminář v Brně, Veveří 15
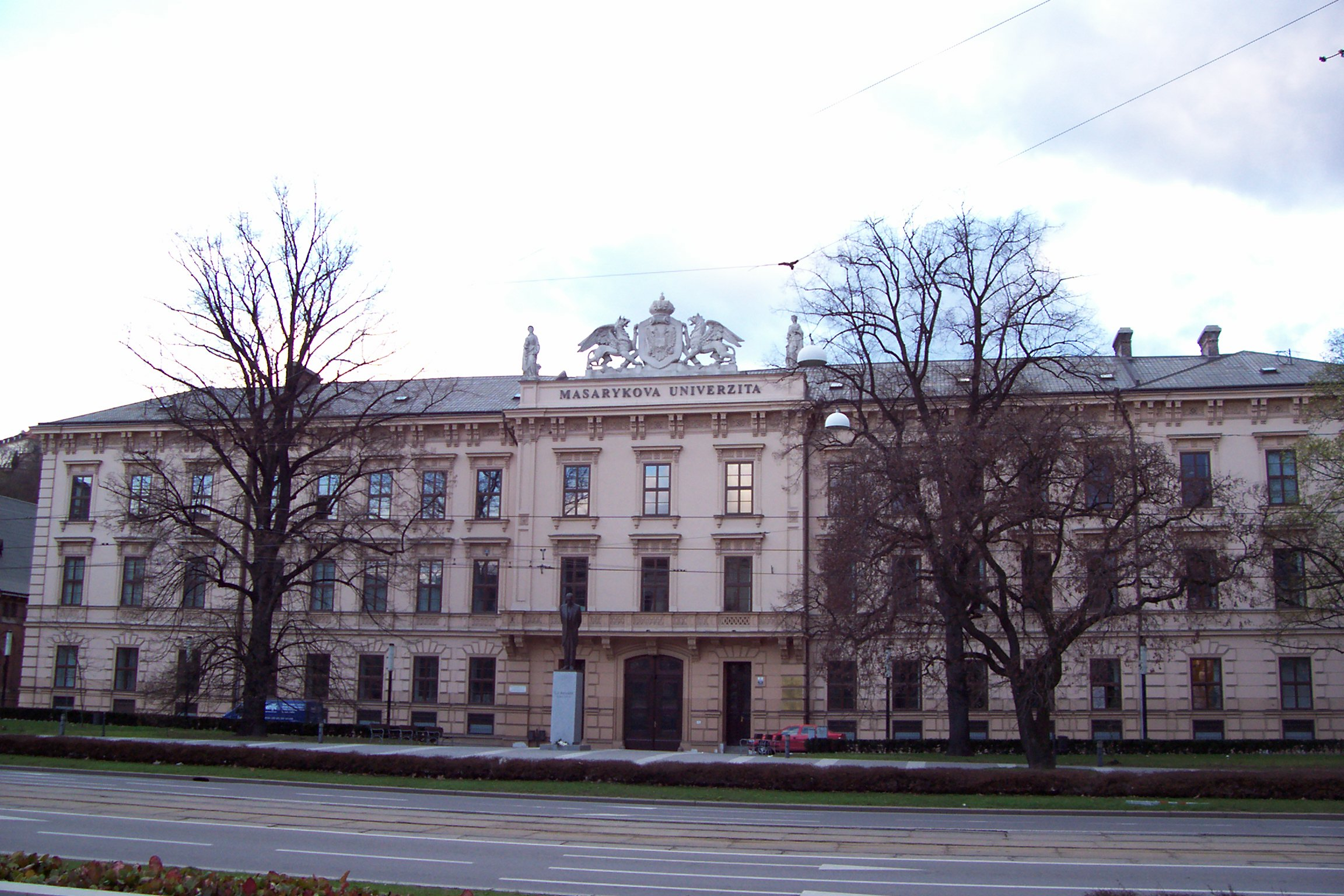
Německá vysoká škola technická, nyní lékařská fakulta Masarykovy univerzity
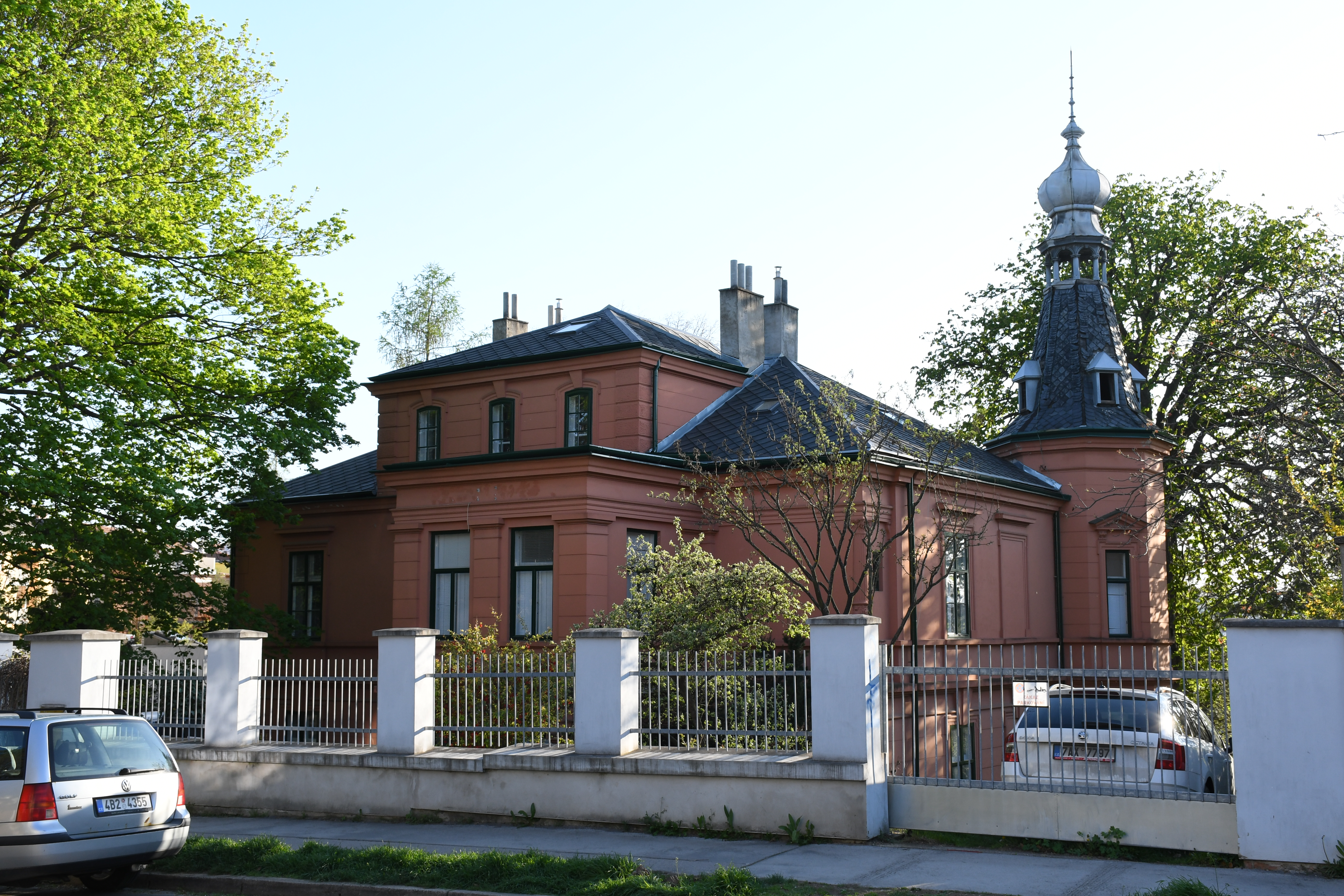
Kaiserova vila
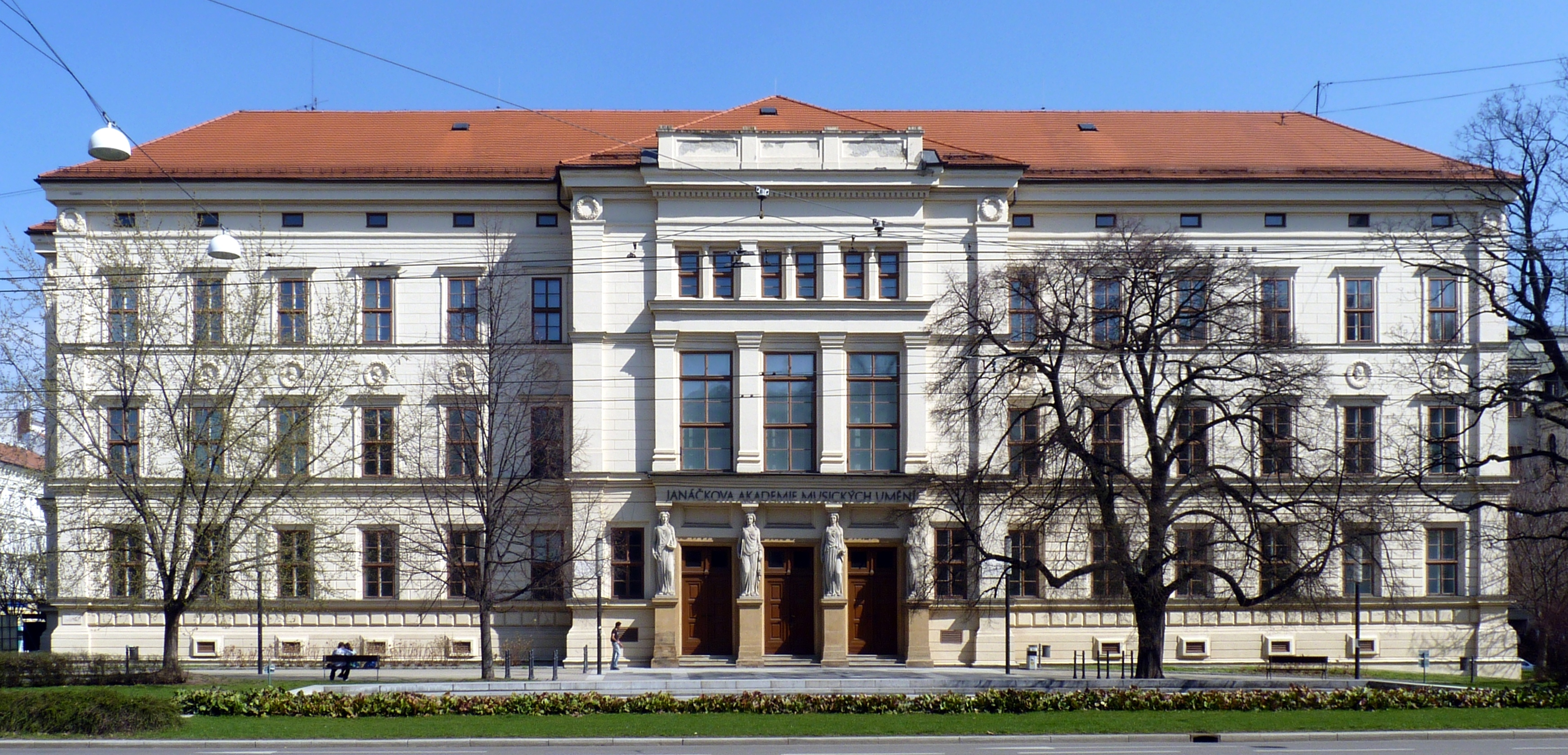
Německé gymnázium, nyní hudební fakulta JAMU
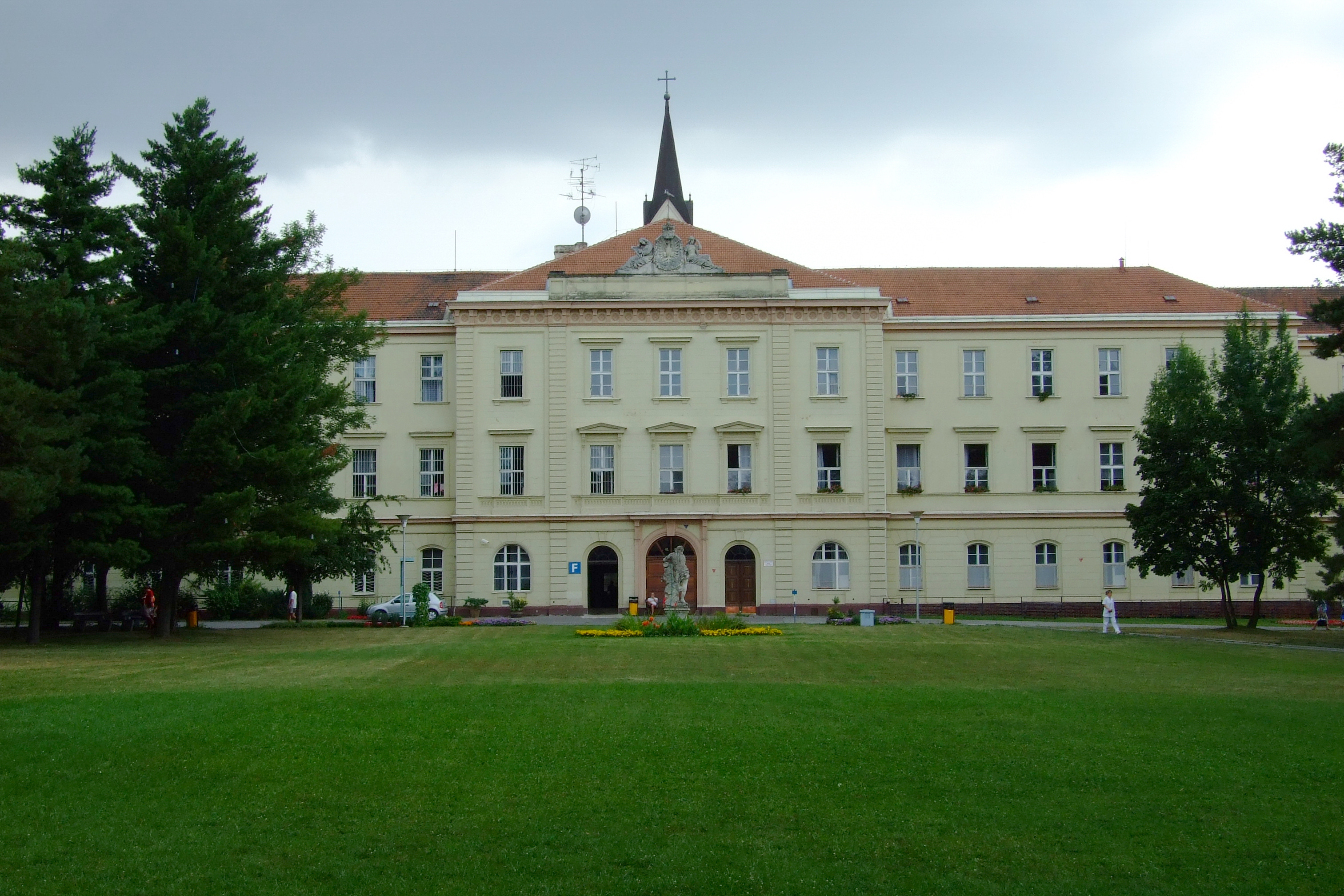
Zemský ústav choromyslných, nyní Psychiatrická nemocnice
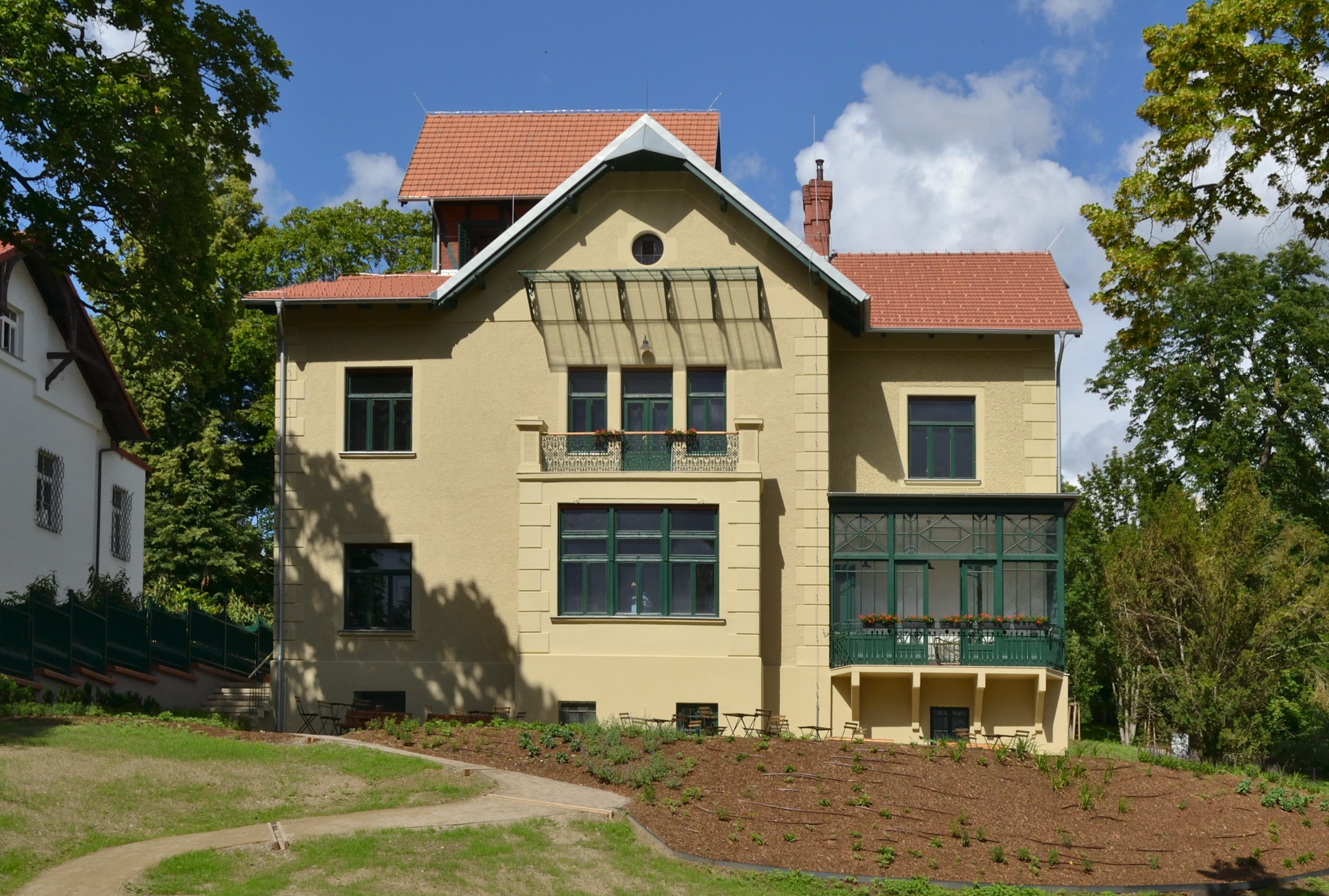
Arnoldova vila
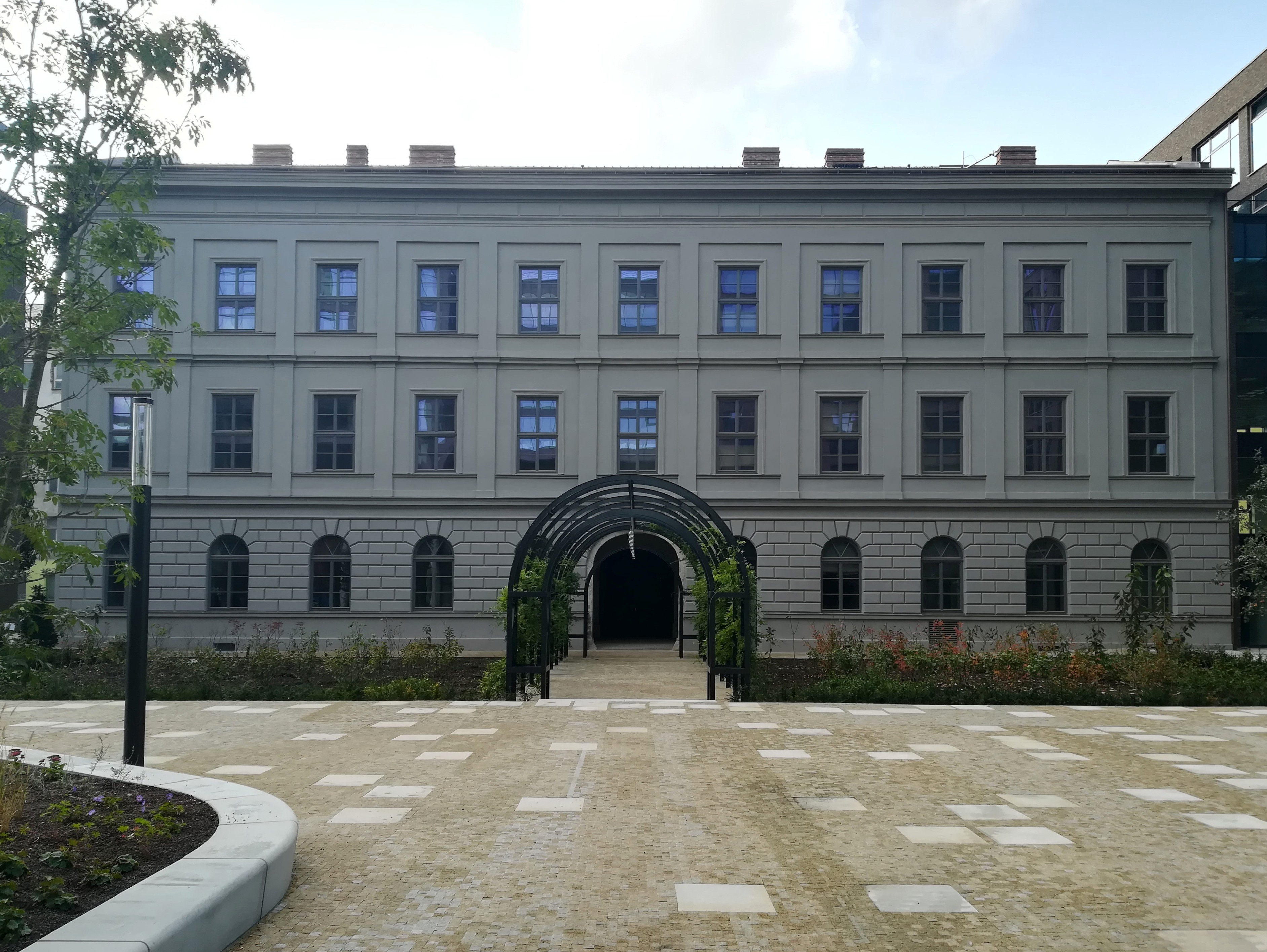
Palác Bochnerů ze Stražiska v Brně, Přízova 3
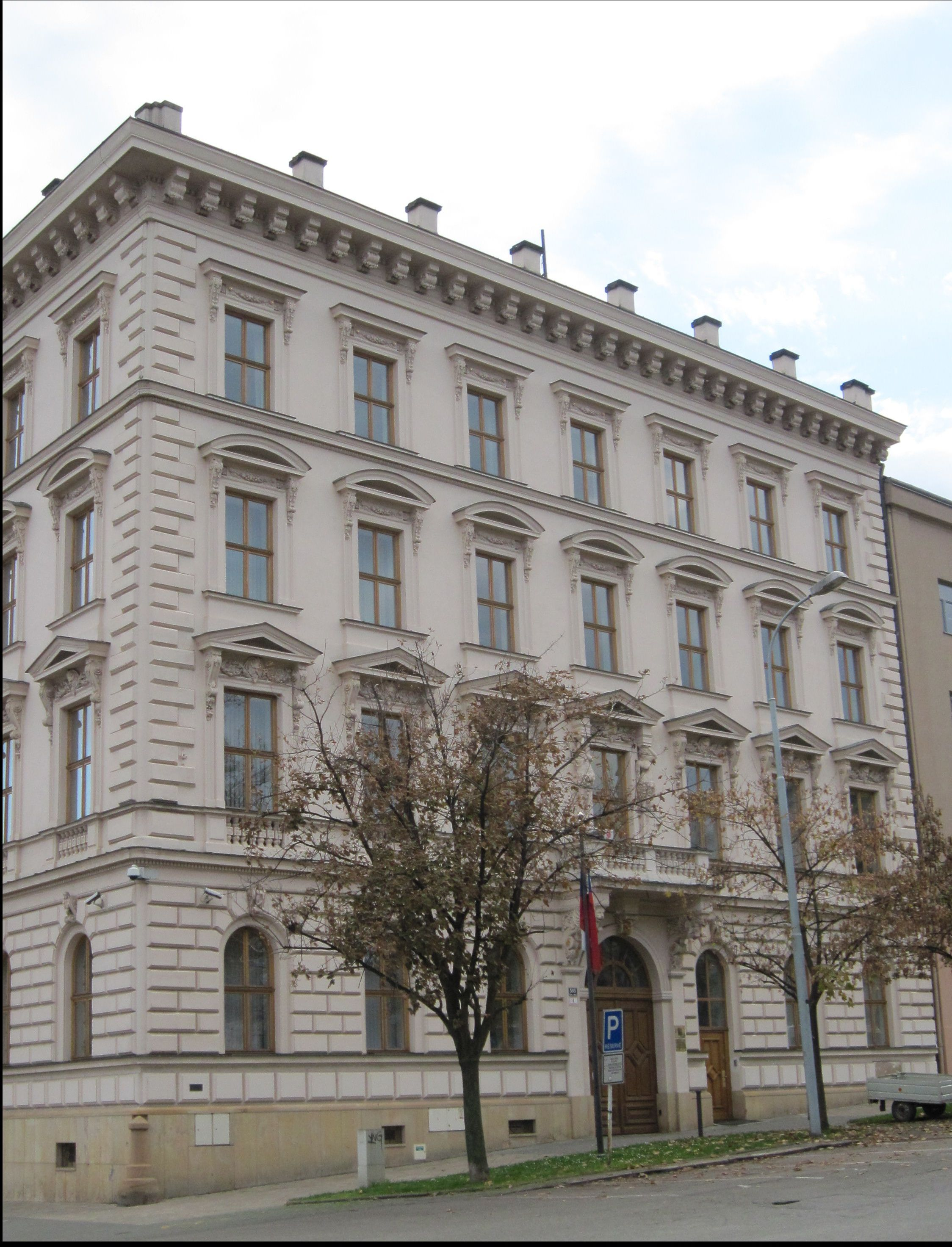
Nájemní dům Josefa Flora v Brně, Jezuitská 4
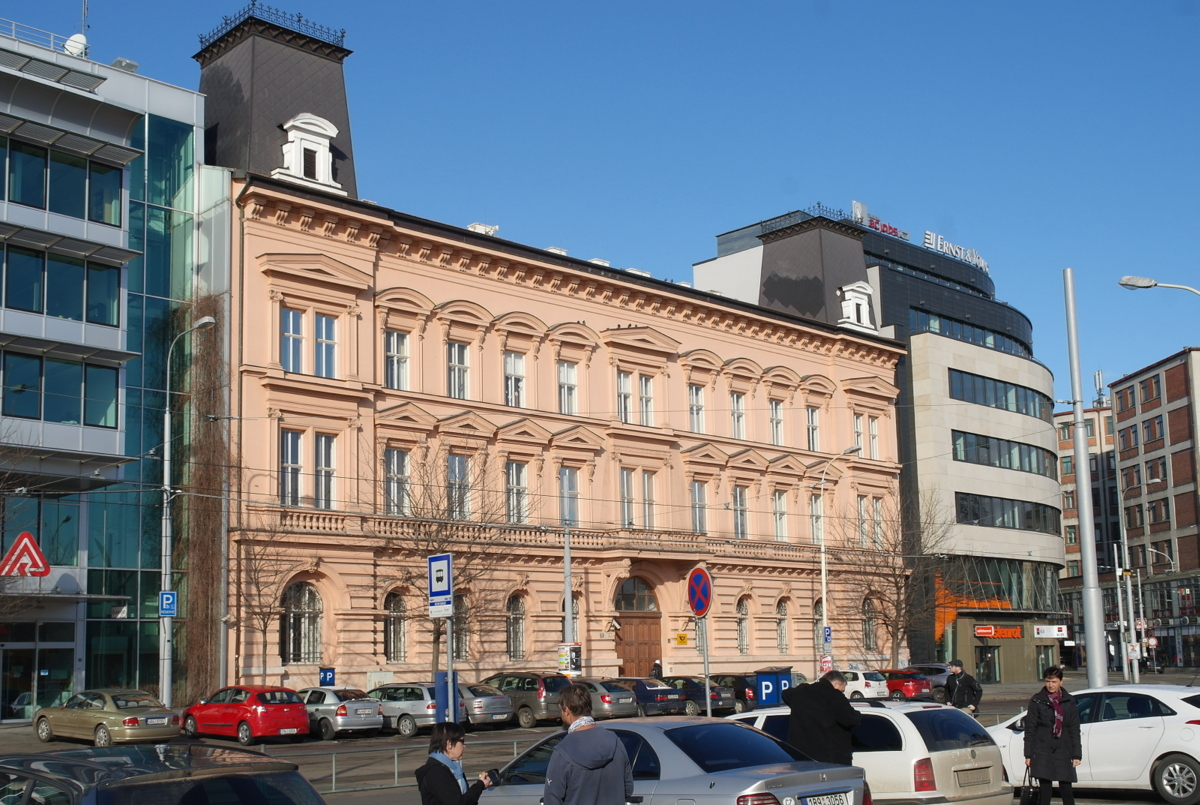
Nájemní dům Adolfa Ripky
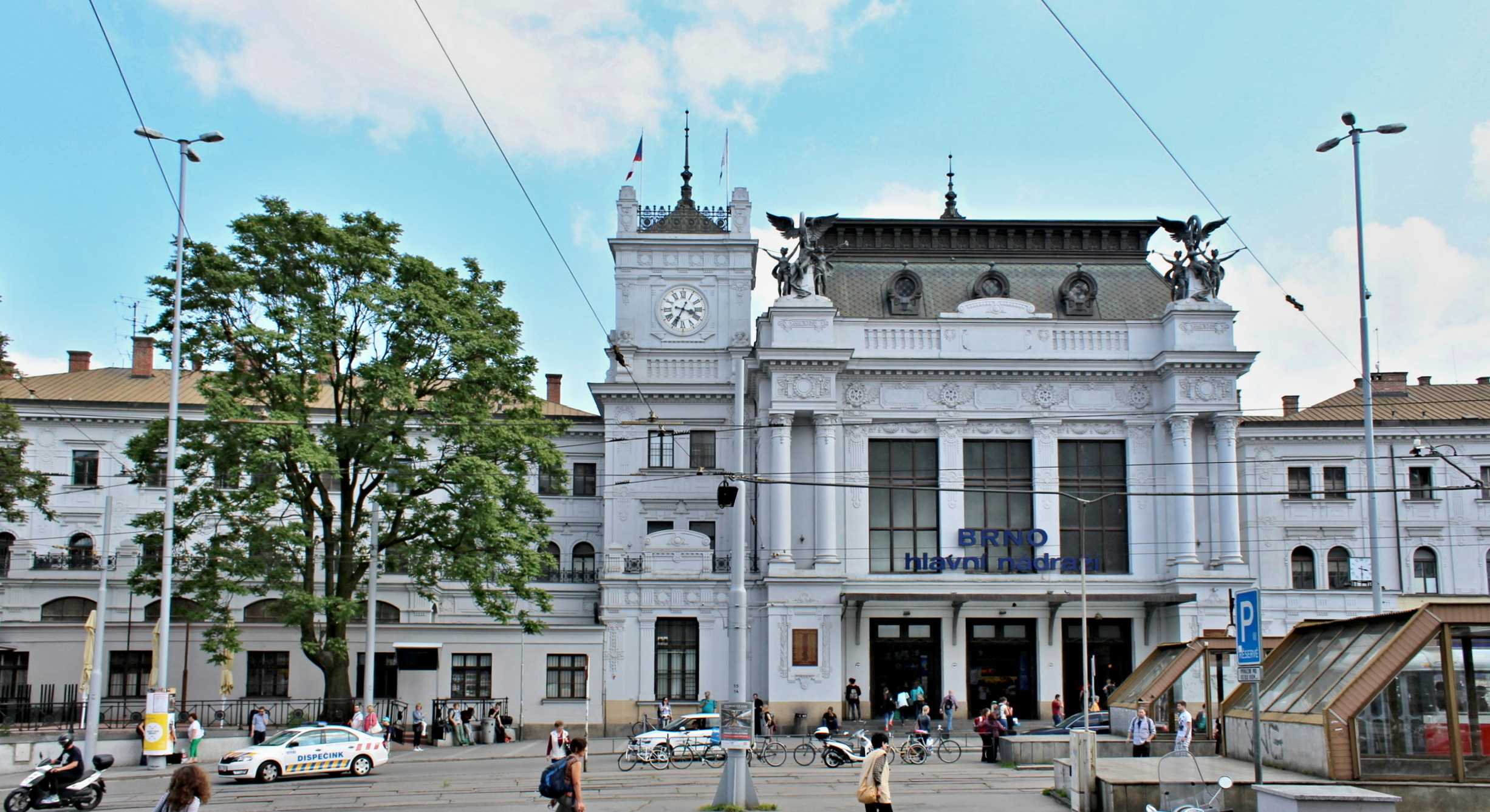
Brno hlavní nádraží
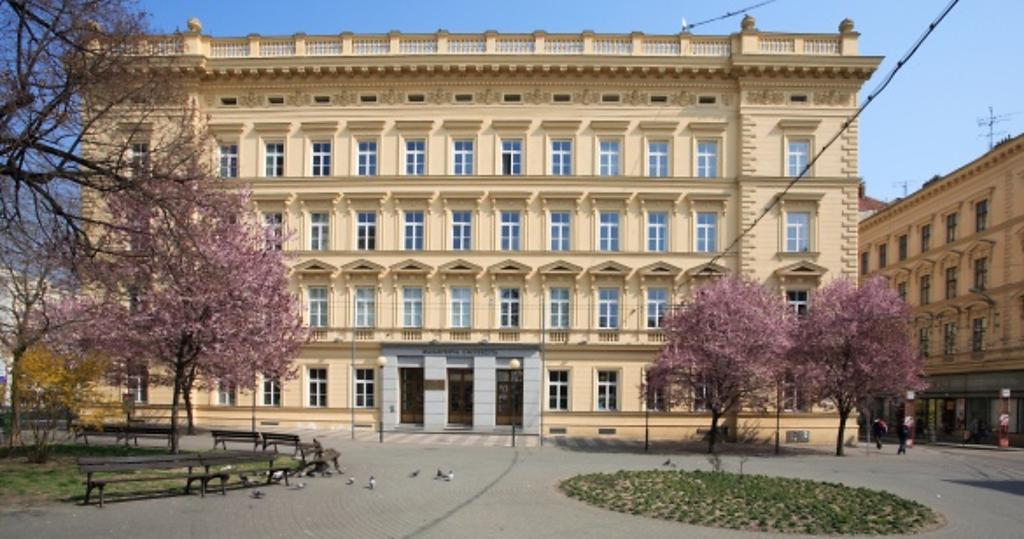
Kounicův palác v Brně, Moravské náměstí 9
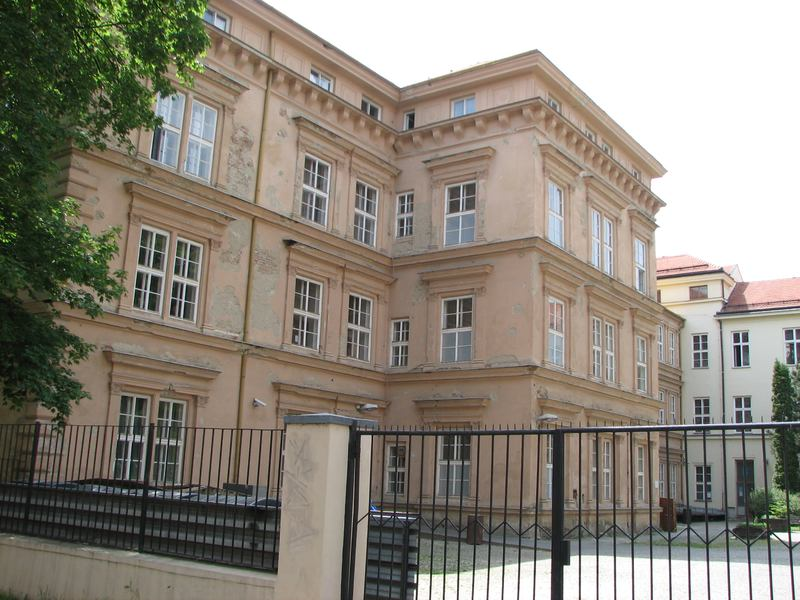
Budova městského sirotčince v Brně, Gorkého 14
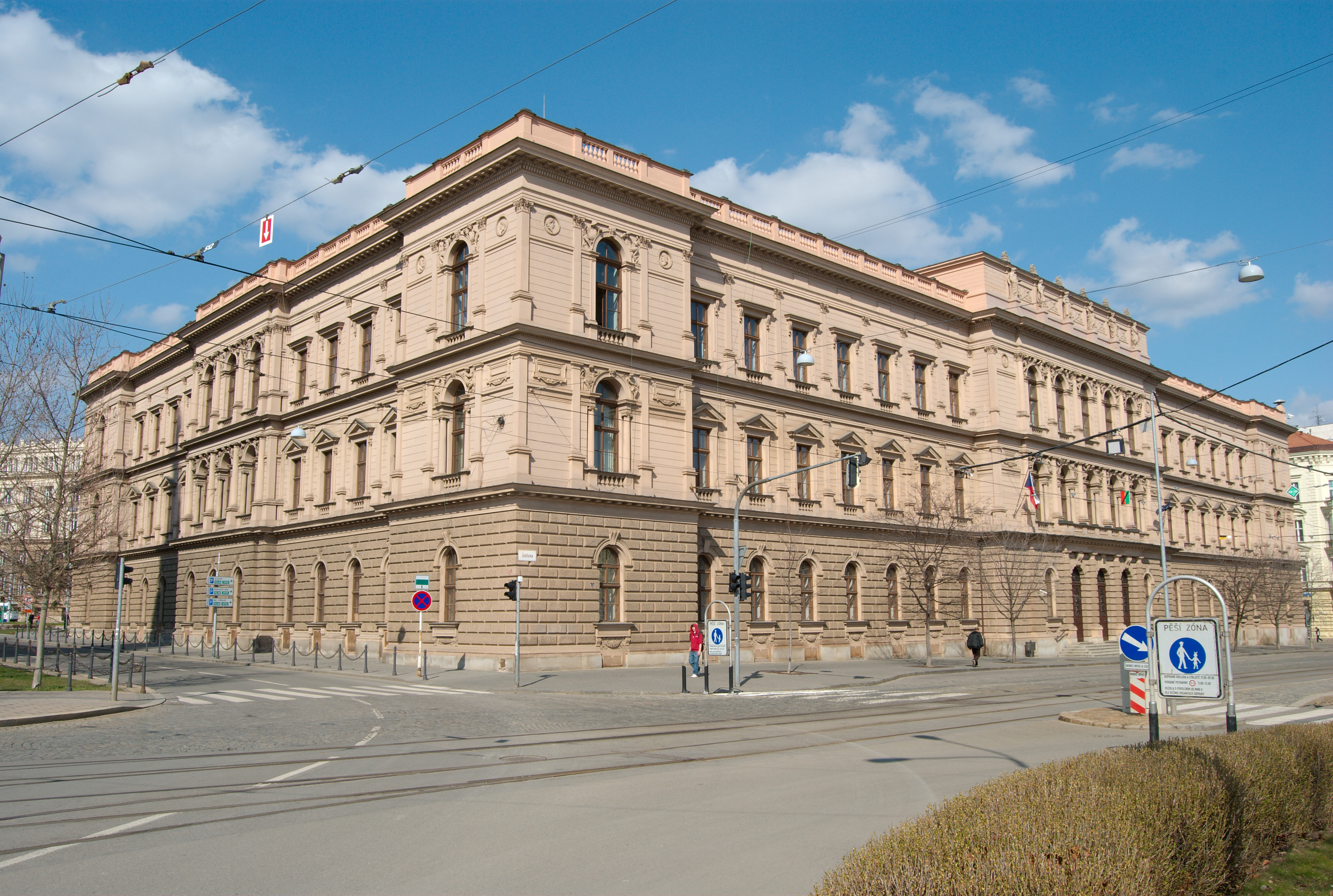
Zemská sněmovna, nyní Ústavní soud
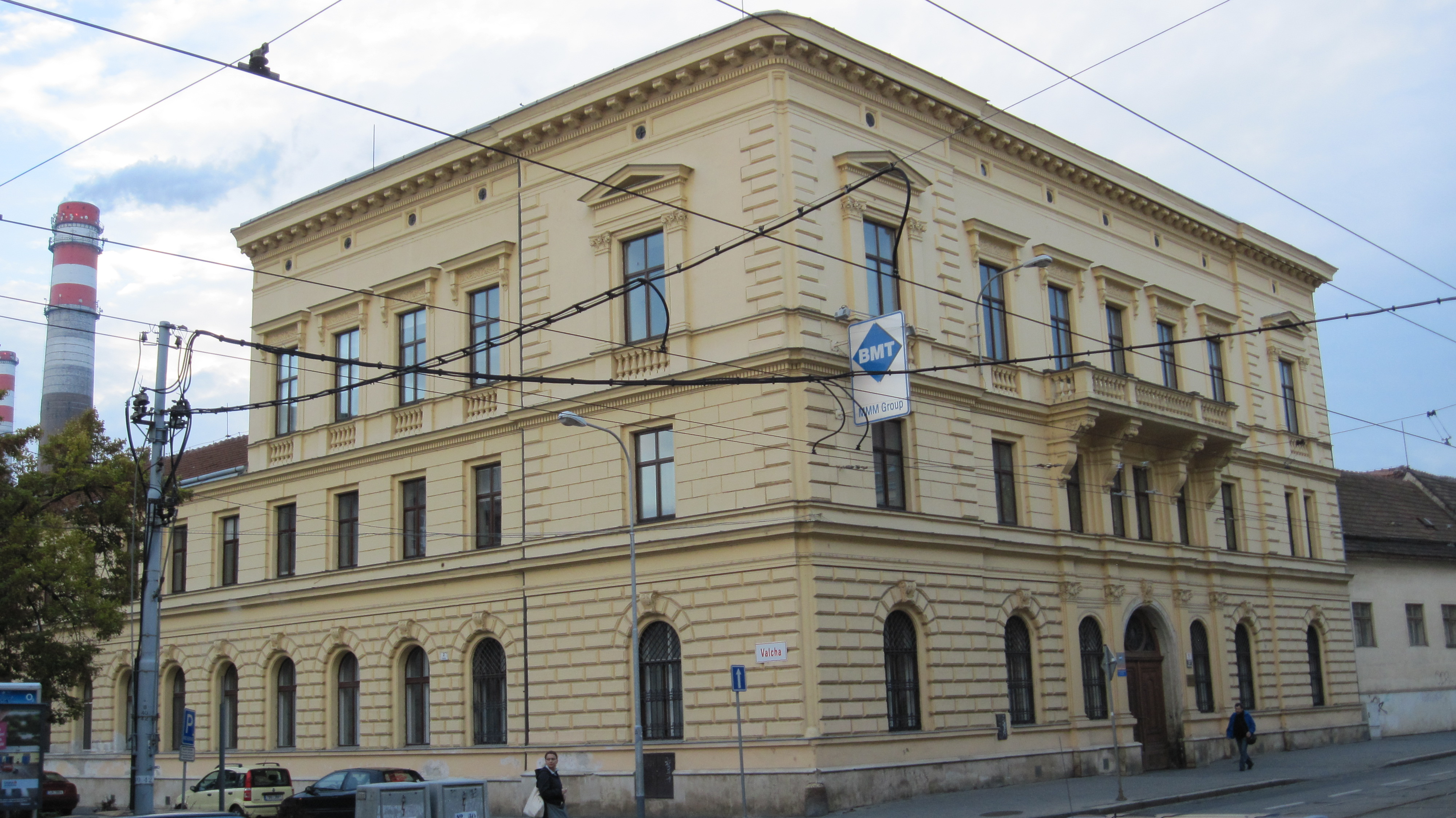
Palác Gustava Adolfa von Schoellera v Brně, Cejl 50
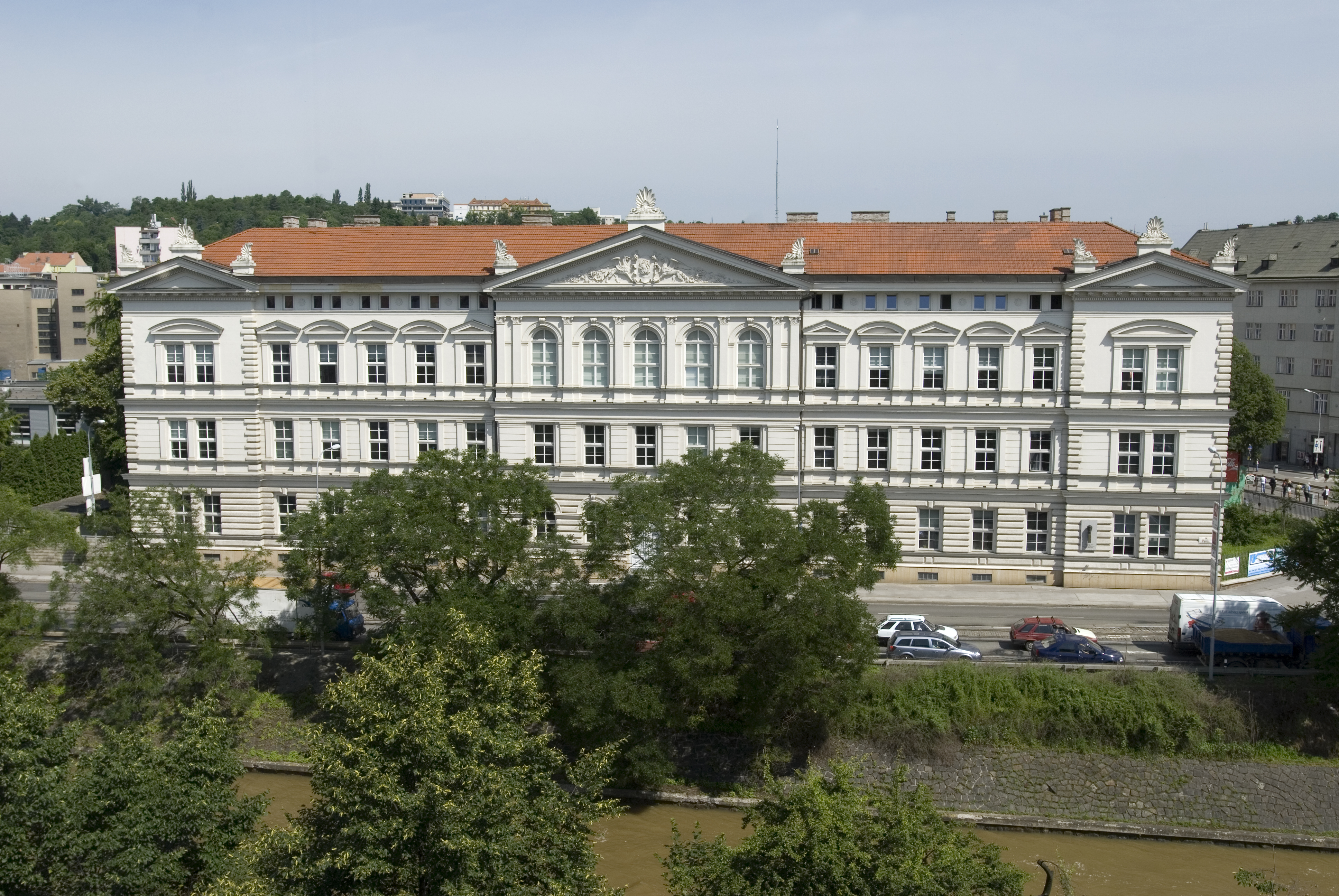
Český učitelský ústav, nyní Fakulta architektury VUT
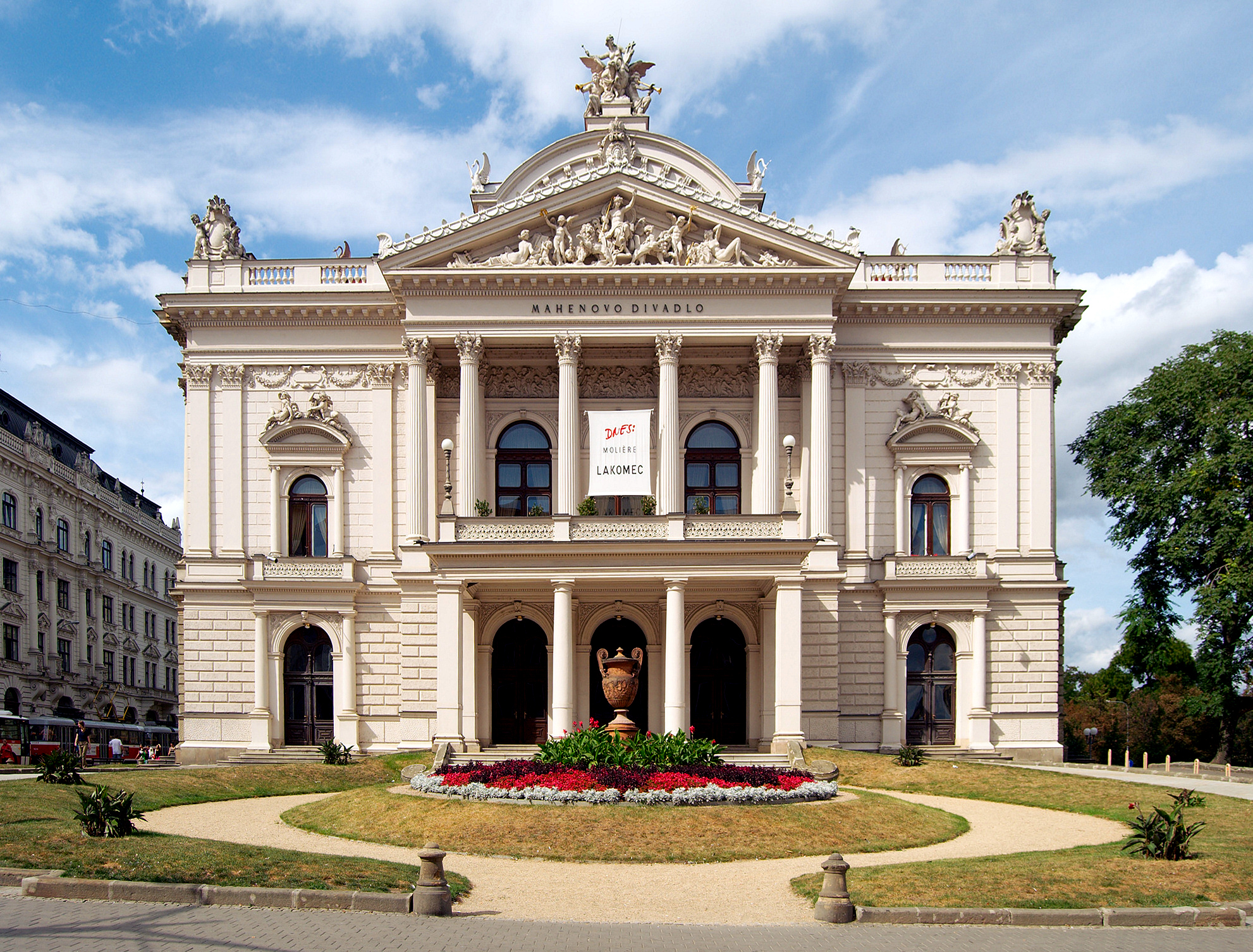
Divadlo Na hradbách, nyní Mahenovo divadlo
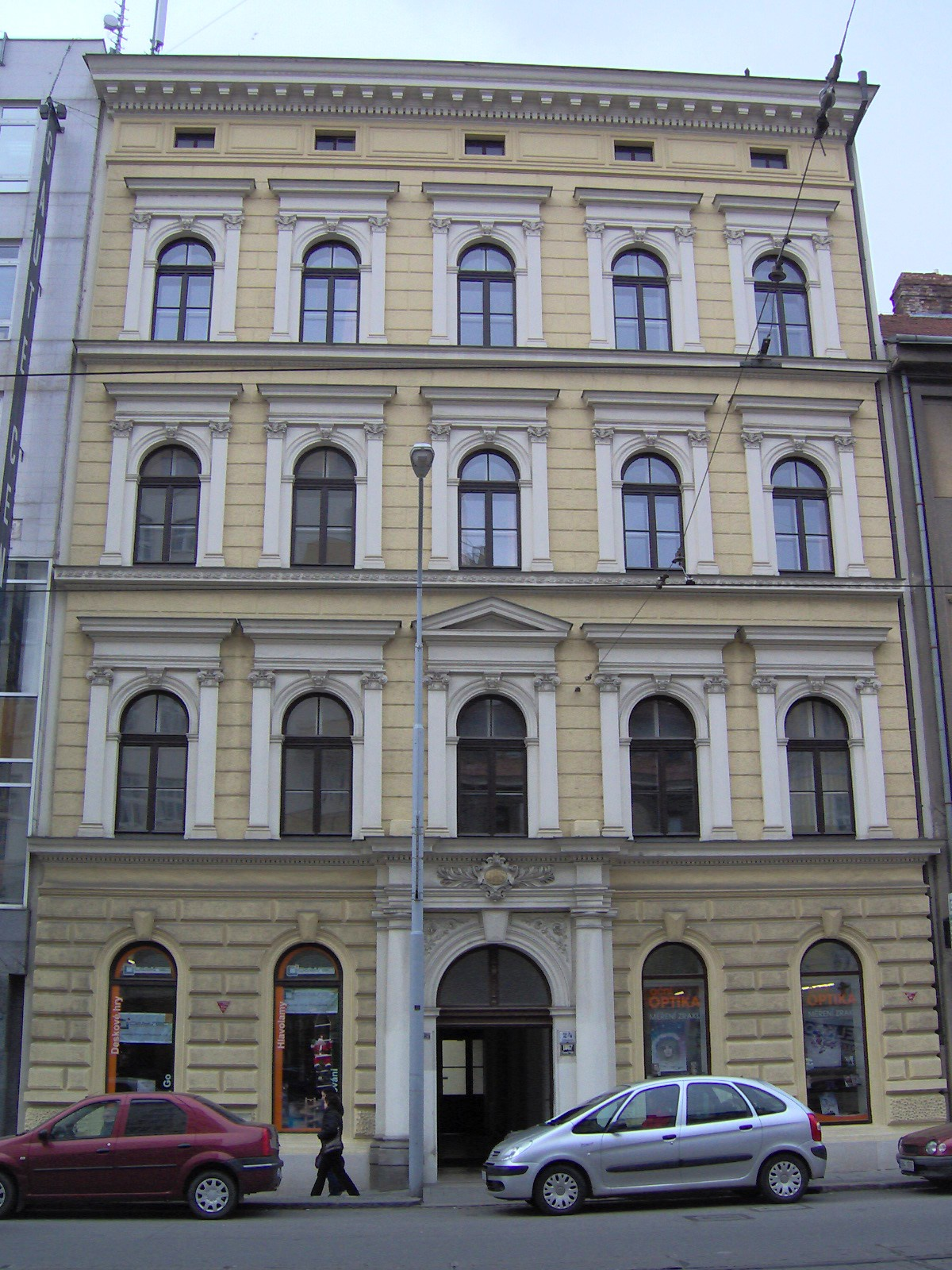
Mariánský ústav